# Campionati europei di salto ostacoli 1983
I Campionati europei di salto ostacoli 1983 si sono svolti a Hickstead, in Gran Bretagna. 

## Podi
| Evento           | Oro               | Argento       | Bronzo           |
| Gara individuale | Paul Schockemöhle | John Whitaker | Frederic Cottier |
| Gara a squadre   | Svizzera          | Regno Unito   | Germania Ovest   |

## Medagliere
| Posiz. | Nazione        | Oro | Argento | Bronzo | Totale |
| ------ | -------------- | --- | ------- | ------ | ------ |
| 1      | Germania Ovest | 1   | 0       | 1      | 2      |
| 2      | Svizzera       | 1   | 0       | 0      | 1      |
| 3      | Regno Unito    | 0   | 2       | 0      | 2      |
| 4      | Francia        | 0   | 0       | 1      | 1      |
| Totale | Totale         | 2   | 2       | 2      | 6      |